# Mack Trucks
Mack Trucks – amerykańskie przedsiębiorstwo branży motoryzacyjnej produkujące samochody ciężarowe, a dawniej również autobusy.
Od 2001 roku Mack Trucks jest częścią grupy Volvo AB. Siedziba przedsiębiorstwa mieści się w Greensboro, w Karolinie Północnej.